# Heleocoris
Heleocoris is een geslacht van wantsen uit de familie van de Naucoridae (Zwemwantsen). Het geslacht werd voor het eerst wetenschappelijk beschreven door Carl Stål in 1876.

## Soorten
Het genus bevat de volgende soorten:

- Heleocoris acutus (Spinola, 1837)
- Heleocoris bengalensis Montandon, 1910
- Heleocoris bergrothi Montandon, 1897
- Heleocoris breviceps Montandon, 1897
- Heleocoris elongatus Montandon, 1897
- Heleocoris floresensis Nieser & Chen, 1992
- Heleocoris grandis Montandon, 1909
- Heleocoris humeralis (Signoret, 1860)
- Heleocoris indicus Montandon, 1897
- Heleocoris jaechi Zettel, 2012
- Heleocoris laeviceps Montandon, 1897
- Heleocoris linnavuorii Poisson, 1964
- Heleocoris majusculus Montandon, 1908
- Heleocoris malayensis Polhemus & Polhemus, 2013
- Heleocoris mcphersoni Sites & Vitheepradit, 2011
- Heleocoris minusculus (Walker, 1870)
- Heleocoris montandoni Lundblad, 1933
- Heleocoris naucoroides Montandon, 1897
- Heleocoris nebulosus Montandon, 1909
- Heleocoris nossibeanus Bergroth, 1893
- Heleocoris obliquatus (Spinola, 1837)
- Heleocoris obscuratus Montandon, 1897
- Heleocoris ovatus Montandon, 1897
- Heleocoris rotundatus Montandon, 1908
- Heleocoris strabus Montandon, 1897
- Heleocoris vicinus Montandon, 1910